# Beryl Junction
Beryl Junction est une census-designated place du comté d'Iron, dans l'État de l'Utah, aux États-Unis. En 2020, elle compte une population de 161 habitants.